# Jaguar 2
Raketenjagdpanzer Jaguar 2 je bio njemački lovac tenkova naoružan protutenkovskim vođenim projektilima. Od 1983. do 1985. napravljeno je 162 Jaguara 2 za potrebe Bundeswehra koji je do tad rabio Kanonenjagdpanzere. Jaguar 2 je napravljen na tijelu lovca tenkova Kanonenjagdpanzer, a njegov 90 mm top je zamijenjen s ručno punjenim TOW 1 lanserom raketa. Uz to, dodan je i dodatni oklop. Do 1989. TOW rakete zamijenjene su novijim TOW 2 protutenkovskim raketama.

## Unutarnje poveznice
- Jaguar 1
- Kanonenjagdpanzer

## Vanjske poveznice
- Jaguar 2 u detaljima
- FAS
- Flecktarn